# Kristýna Magdalena Falcko-Zweibrückenská
Kristýna Magdalena Falcko-Zweibrückenská (27. května 1616, Nyköping – 14. srpna 1662, hrad Carlsburg) byla bádensko-durlašská markraběnka z rodu Wittelsbachů. Narodila se jako nejstarší dcera Kazimíra Falcko-Zweibrückenského a princezny Kateřiny Švédské (matka byla vnučkou Gustava I. Vasy, což z Kristýny dělá spojnici mezi Vasovci a později ve Švédsku vládnoucími dynastiemi Holstein-Gottorp a Bernadotte). Kristýniným bratrem byl budoucí švédský král Karel X. Gustav.

## Život
Kristýna Magdalena se narodila v Nyköpingu ve Švédsku, odkud se rodiče odstěhovali až v roce 1618, tři roky po svatbě. V roce 1622 se rodina vrátila zpět do Švédska, aby se vyhnuli Třicetileté válce. Kristýna Magdalena byla popisována jako "poněkud hezká a příjemná žena" a údajně se přátelila s královnou Marií Eleonorou Braniborskou. V roce 1631 doprovázela Marii Eleonoru ke králi do Německa a vrátila se s ní do Švédska v roce 1633. Toho roku proběhla neúspěšná jednání o jejím sňatku s Bernardem Sasko-Výmarským.
Po matčině smrti v roce 1638 požádal Kristýnu švédský parlament, aby se podílela na vzdělávání dcery Marie Eleonory, budoucí královny Kristýny. Souhlasila a tuto činnost vykonávala až do svého sňatku v roce 1642.
Jednání o jejím sňatku začala v roce 1637 a v roce 1641 zahrnovala "mladého a bohatého markýze z Huntly". Toho roku Švédsko navštívil budoucí markrabě Fridrich VI. Bádensko-Durlašský. Poté, co se spřátelil s jejím bratrem, byl přijat jako její nápadník.
Svatba ve Stockholmu, která se měla konat 26. listopadu 1642, byla odložena na 30. listopad poté, co před určeným datem jejich svatby na plese vypukl požár. Její manžel požádal o místo v armádě, avšak švédská armáda nechtěla zaměstnávat zahraniční prince, a proto se manželé přestěhovali do Německa.
V roce 1654 se její bratr stal švédským králem a v roce 1656 jí udělil panství Kutzenhausen, které jí poskytlo příjmy. Kristýna Magdalena se stala bádensko-durlašskou markraběnkou, když se její manžel stal v roce 1659 markrabětem.
V Německu byla svými současníky dobře posouzena a popsána jako "vynikající" osobnost. Kristýna Magdalena zemřela 14. srpna 1662.

## Potomci
Všichni švédští králové od Adolfa Fridricha po Karla XIII. patří mezi potomky Kristýny Magdaleny. Za dvacet let manželství se manželům narodilo osm dětíː
- Fridrich Kazimír Bádensko-Durlašský (1643–1644)
- Kristýna Bádensko-Durlašská (22. dubna 1645 – 21. prosince 1705),
⚭ 1665 markrabě Albert II. Braniborsko-Ansbašský (18. září 1620 – 22. října 1667)
⚭ 1681 vévoda Fridrich I. Sasko-Gothajsko-Altenburský (15. července 1646 – 2. srpna 1691)
- Eleonora Kateřina Bádensko-Durlašská (*/† 1646)
- Fridrich VII. Bádensko-Durlašský (23. září 1647 – 25. června 1709), markrabě bádensko-durlašský od roku 1677 až do své smrti, ⚭ 1670 Augusta Marie Holštýnsko-Gottorpská (6. února 1649 – 25. dubna 1728)
- Karel Gustav Bádensko-Durlašský (27. září 1648 – 24. října 1703), ⚭ 1677 Anna Žofie Brunšvicko-Wolfenbüttelská (29. října 1659 – 28. června 1742)
- Kateřina Barbora Bádensko-Durlašská (4. července 1650 – 14. ledna 1733)
- Johana Alžběta Bádensko-Durlašská (6. listopadu 1651 – 28. září 1680) ⚭ 1673 markrabě Jan Bedřich Braniborsko‑Ansbašský (18. října 1654 – 22. března 1686)
- Frederika Eleonora Bádensko-Durlašská (*/† 1658)

## Vývod z předků
|                                          |                                  |  |                     |                               |  |  |  |  |  |  |  | Ludvík II. Falcko-Zweibrückenský |
|                                          |                                  |  |                     |                               |  |  |  |  |  |  |  |                                  |
|                                          | Wolfgang Falcko-Zweibrückenský   |  |                     |                               |  |  |  |  |  |  |  |                                  |
|                                          |                                  |  |                     |                               |  |  |  |  |  |  |  |                                  |
|                                          |                                  |  |                     | Alžběta Hesenská              |  |  |  |  |  |  |  |                                  |
|                                          |                                  |  |                     |                               |  |  |  |  |  |  |  |                                  |
|                                          | Jan I. Falcko-Zweibrückenský     |  |                     |                               |  |  |  |  |  |  |  |                                  |
|                                          |                                  |  |                     |                               |  |  |  |  |  |  |  |                                  |
|                                          |                                  |  |                     | Filip I. Hesenský             |  |  |  |  |  |  |  |                                  |
|                                          |                                  |  |                     |                               |  |  |  |  |  |  |  |                                  |
|                                          | Anna Hesenská                    |  |                     |                               |  |  |  |  |  |  |  |                                  |
|                                          |                                  |  |                     |                               |  |  |  |  |  |  |  |                                  |
|                                          |                                  |  |                     | Kristýna Saská                |  |  |  |  |  |  |  |                                  |
|                                          |                                  |  |                     |                               |  |  |  |  |  |  |  |                                  |
|                                          | Kazimír Falcko-Zweibrückenský    |  |                     |                               |  |  |  |  |  |  |  |                                  |
|                                          |                                  |  |                     |                               |  |  |  |  |  |  |  |                                  |
|                                          |                                  |  |                     | Jan III. Klevský              |  |  |  |  |  |  |  |                                  |
|                                          |                                  |  |                     |                               |  |  |  |  |  |  |  |                                  |
|                                          | Vilém z Jülichu-Cleves-Bergu     |  |                     |                               |  |  |  |  |  |  |  |                                  |
|                                          |                                  |  |                     |                               |  |  |  |  |  |  |  |                                  |
|                                          |                                  |  |                     | Marie z Jülichu-Bergu         |  |  |  |  |  |  |  |                                  |
|                                          |                                  |  |                     |                               |  |  |  |  |  |  |  |                                  |
|                                          | Magdalena Klevská                |  |                     |                               |  |  |  |  |  |  |  |                                  |
|                                          |                                  |  |                     |                               |  |  |  |  |  |  |  |                                  |
|                                          |                                  |  |                     | Ferdinand I. Habsburský       |  |  |  |  |  |  |  |                                  |
|                                          |                                  |  |                     |                               |  |  |  |  |  |  |  |                                  |
|                                          | Marie Habsburská                 |  |                     |                               |  |  |  |  |  |  |  |                                  |
|                                          |                                  |  |                     |                               |  |  |  |  |  |  |  |                                  |
|                                          |                                  |  |                     | Anna Jagellonská              |  |  |  |  |  |  |  |                                  |
|                                          |                                  |  |                     |                               |  |  |  |  |  |  |  |                                  |
| Kristýna Magdalena Falcko-Zweibrückenská |                                  |  |                     |                               |  |  |  |  |  |  |  |                                  |
|                                          |                                  |  |                     |                               |  |  |  |  |  |  |  |                                  |
|                                          |                                  |  | Erik Johansson Vasa |                               |  |  |  |  |  |  |  |                                  |
|                                          |                                  |  |                     |                               |  |  |  |  |  |  |  |                                  |
|                                          | Gustav I. Vasa                   |  |                     |                               |  |  |  |  |  |  |  |                                  |
|                                          |                                  |  |                     |                               |  |  |  |  |  |  |  |                                  |
|                                          |                                  |  |                     | Cecílie Månsdotter            |  |  |  |  |  |  |  |                                  |
|                                          |                                  |  |                     |                               |  |  |  |  |  |  |  |                                  |
|                                          | Karel IX. Švédský                |  |                     |                               |  |  |  |  |  |  |  |                                  |
|                                          |                                  |  |                     |                               |  |  |  |  |  |  |  |                                  |
|                                          |                                  |  |                     | Erik Abrahamsson Leijonhufvud |  |  |  |  |  |  |  |                                  |
|                                          |                                  |  |                     |                               |  |  |  |  |  |  |  |                                  |
|                                          | Markéta Eriksdotter Leijonhufvud |  |                     |                               |  |  |  |  |  |  |  |                                  |
|                                          |                                  |  |                     |                               |  |  |  |  |  |  |  |                                  |
|                                          |                                  |  |                     | Ebba Eriksdotter Vasa         |  |  |  |  |  |  |  |                                  |
|                                          |                                  |  |                     |                               |  |  |  |  |  |  |  |                                  |
|                                          | Kateřina Švédská                 |  |                     |                               |  |  |  |  |  |  |  |                                  |
|                                          |                                  |  |                     |                               |  |  |  |  |  |  |  |                                  |
|                                          |                                  |  |                     | Fridrich III. Falcký          |  |  |  |  |  |  |  |                                  |
|                                          |                                  |  |                     |                               |  |  |  |  |  |  |  |                                  |
|                                          | Ludvík VI. Falcký                |  |                     |                               |  |  |  |  |  |  |  |                                  |
|                                          |                                  |  |                     |                               |  |  |  |  |  |  |  |                                  |
|                                          |                                  |  |                     | Marie Braniborsko-Kulmbašská  |  |  |  |  |  |  |  |                                  |
|                                          |                                  |  |                     |                               |  |  |  |  |  |  |  |                                  |
|                                          | Anna Marie Falcká                |  |                     |                               |  |  |  |  |  |  |  |                                  |
|                                          |                                  |  |                     |                               |  |  |  |  |  |  |  |                                  |
|                                          |                                  |  |                     | Filip I. Hesenský             |  |  |  |  |  |  |  |                                  |
|                                          |                                  |  |                     |                               |  |  |  |  |  |  |  |                                  |
|                                          | Alžběta Hesenská                 |  |                     |                               |  |  |  |  |  |  |  |                                  |
|                                          |                                  |  |                     |                               |  |  |  |  |  |  |  |                                  |
|                                          |                                  |  |                     | Kristýna Saská                |  |  |  |  |  |  |  |                                  |
|                                          |                                  |  |                     |                               |  |  |  |  |  |  |  |                                  |